# Thrasops
Genre
Thrasops est un genre de serpents de la famille des Colubridae.

## Répartition
Les espèces de ce genre se rencontrent dans une bande centrale de l'Afrique.

## Liste des espèces
Selon The Reptile Database (12 mars 2012) :
- Thrasops flavigularis (Hallowell, 1852)
- Thrasops jacksonii Günther, 1895
- Thrasops occidentalis Parker, 1940
- Thrasops schmidti Loveridge, 1936

## Publication originale
- (en) Hallowell, 1857 : Notice of a collection of Reptiles from the Gaboon country, West Africa, recently presented to the Academy of Natural Sciences of Philadelphia, by Dr. Henry A. Ford. Proceedings of the Academy of Natural Sciences of Philadelphia, vol. 9, p. 48-72 (texte intégral).